# Đại Lý (thành phố cấp huyện)
Đại Lý là thủ phủ của Châu tự trị dân tộc Bạch Đại Lý, diện tích khoảng 1.468 km², hơn 500.000 dân - là thành phố có lịch sử lâu đời. Từ thế kỷ thứ VII đến thế kỷ thứ X – Đại Lý từng là trung tâm chính trị - văn hóa lịch sử của Vân Nam. Nhiều công trình kiến trúc đặc sắc còn bảo tồn tốt đến ngày nay trong đó có thành cổ Đại Lý (hay Tử Cẩm Thành Đại Lý) được xây dựng năm 1382 tường thành cao 7,6 m rộng 6 m, chu vi 12 dặm. Trong triều đại Nhà Minh, Nhà Thanh nơi này là đế đô phủ Vân Nam, năm Thái Bình Thiên Quốc từng là soái phủ của Đại Nguyên soái thống lĩnh binh mã Đỗ Văn Tú. Đại Lý cổ thành là điểm tham quan du lịch hấp dẫn của tỉnh Vân Nam cùng với Phim trường Thiên Long Bát bộ và Thành cổ Lệ Giang.

## Lịch sử

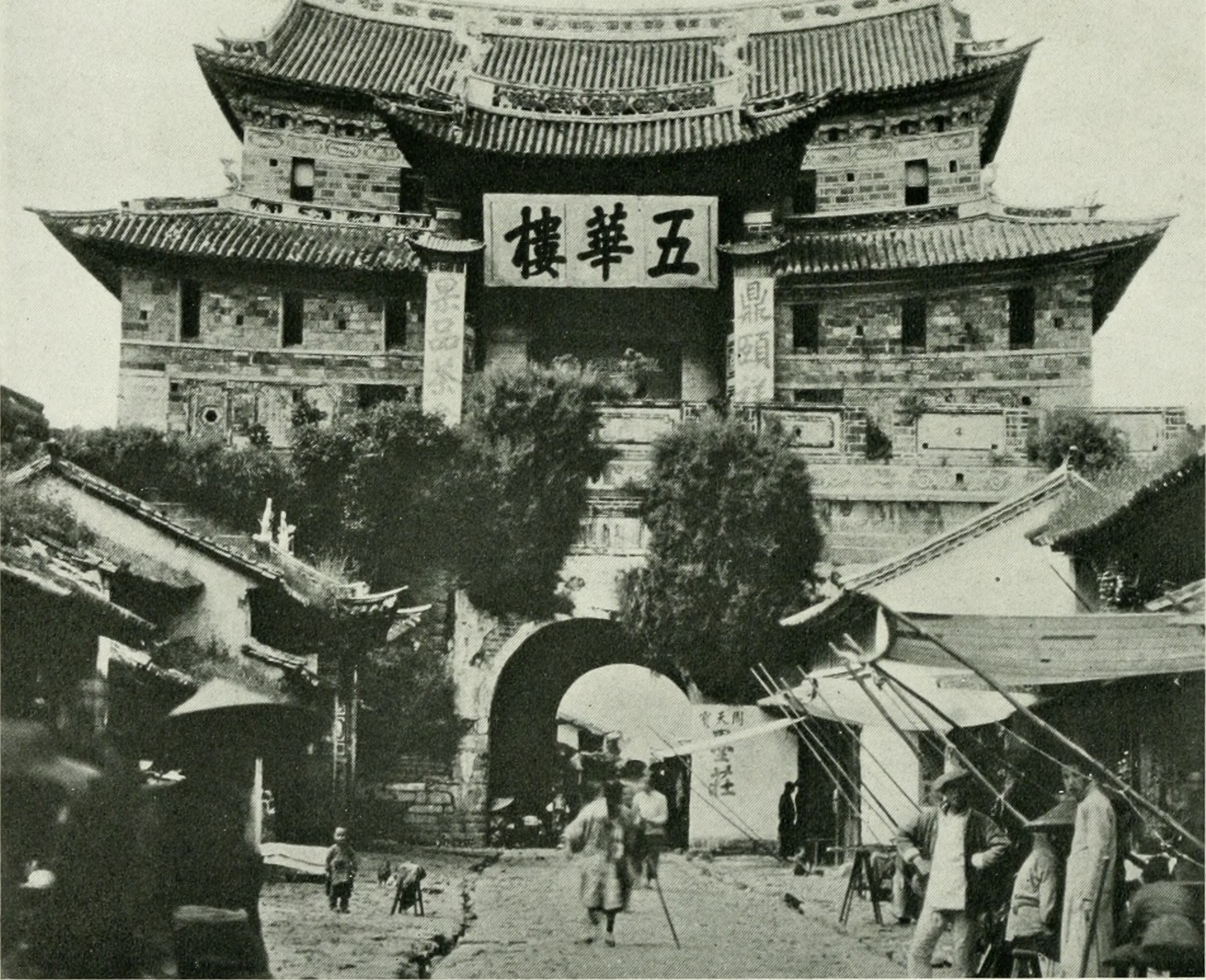
Wuhualou 1918

Thành Đại Lý tựa lưng vào Thương Sơn để nhìn về phía hồ Nhĩ Hải từng có tên Diệp Du thành hoặc Tử thành. Kinh đô của dòng họ Đoàn này có từ những năm 937 cho đến năm 1253 với vị vua sáng lập là Đoàn Tư Bình. Vào năm 1253, vương quốc này bị đế quốc Mông Cổ xâm chiếm và trở thành một thành phố của Vân Nam như ngày nay. Bức tường thành nhỏ bé này lại không bị xâm chiếm trong rất nhiều năm, đem lại nhiều câu chuyện kì bí về dòng họ Đoàn đằng sau cổng thành.
Đại Lý là một quốc gia theo Phật giáo Mật tông. Từ vua đến dân đều xuất gia. Trong hai mươi hai đời vua của mình thì có đến mười vị vua bỏ ngôi đi tu như Đoàn Chính Thuần, Đoàn Chính Hưng…

## Miêu tả
Các trục đường chính vuông góc với bốn cổng thành và từ đó tỏa ra các ngõ nhỏ vuông vức. Kiến trúc nhà ống với những chiếc cổng và những con đường được lát hoàn toàn bằng đá hoa cương xanh là điểm nhấn trong du lịch tại cổ thành này. 
|  |  |

Có đoạn thành có những con suối nhỏ trong vắt bắt nguồn từ dãy Thương Sơn chảy ngang những con phố hình thành nên một con phố được gọi là Phố Suối Reo. Phần bên trong của đọan thành là những quán hàng lưu niệm đan xen.
Phố cổ ban đêm tại đây cũng là điểm thu hút du khách - tại đây có hệ thống khách sạn dành cho du khách nghỉ lại đêm tại cổ thành.
Điểm cao nhất để ngắm nhìn được toàn cảnh là núi Thương Sơn. Dãy núi này cách thành cổ chưa đầy 1 km và từ đó có cáp treo đưa lên tận đỉnh núi. Từ đây, phóng tầm mắt tớ hồ Nhĩ Hải, hồ nước ngọt lớn thứ ba Trung Quốc và có hình giống tai người. Ngay cổng vào của cáp là bản khắc dòng chữ đề tựa của nhà văn Kim Dung trên nền đá tím.

## Tam tháp Đại Lý và chùa Sùng Thánh
Cách thành 1 km về phía Bắc bên hồ Nhĩ Hải – Tam tháp Đại Lý là một công trình kiến trúc cổ rất đặc sắc. Ba tháp tạo thành hình Tam Giác – tháp chính là Thiên Thuần cao 69m, gốm 16 tầng tháp, được xây dựng từ thời Đường. Cạnh Tam Tháp là chùa Sùng Thánh được xây dựng từ năm 834 đến năm 840 được bảo tồn khá tốt. 
|  |  |

## Thành cổ Đại Lý trong phim
Rất nhiều bộ phim truyền hình Trung Quốc đã lấy bối cảnh thành cổ này đưa vào phim. Nổi bật nhất là Thiên Long Bát Bộ của nhà văn Kim Dung do đạo diễn Trương Kỷ Trung khởi quay.